# Ivan Murray Johnston
I. M. (Ivan Murray) Johnston (Los Angeles, 28 de fevereiro de 1898 — Jamaica Plain (Massachusetts), 31 de maio de 1960) foi um botânico que se destacou no campo da pteridologia e como especialista na família Boraginaceae. Estudou no Pomona College em Claremont, Califórnia e na Harvard University. As suas colecções de plantas estão guardadas no Jardim Botânico do Rancho Santa Ana, em Claremont, e também no Gray Herbarium da Universidade de Harvard.

## Biografia
Nasceu na Califórnia em 1898. Estudou entre 1916 e 1919 no Pomona College, em Claremont (Califórnia). Durante os seus estudos, começou a colecionar plantas, incluindo gramíneas, no sul da Califórnia e especialmente no Condado de Los Angeles, desenvolvendo uma preferência especial por plantas de zonas pantanosas. O seu talento foi rapidamente descoberto e bem encorajado por Samuel Parish. 
Em 1925 mudou-se para Boston para continuar os seus estudos na Universidade de Harvard, onde permaneceu até à sua morte em 1960. 
As plantas colhidas na Califórnia estão conservadas no Jardim Botânico do Rancho Santa Ana, em Claremont, as colecções de Massachusetts encontram-se atualmente no Gray Herbarium na Universidade de Harvard. 
Em Harvard, Johnston especializou-se na família Boraginaceae, escrevendo uma série de 31 artigos científicos intitulados Studies into the Boraginaceae. Ao longo da sua carreira descreveu 215 novos táxons, 10% dos quais eram Boraginaceae. 
Em 1925, o botânico alemão August Brand, em sua homenagem, deu o nome de Johnstonella a um género de plantas com flor (pertencente à família Rutaceae), da América do Sul e dos estados do sul dos Estados Unidos.
Depois, em 1933, o botânico Otto Eugen Schulz deu o nome de Ivania a um género de plantas com flor (pertencentes à família Brassicaceae), do Chile.
Em 1936, o botânico Hsen Hsu Hu publicou Sinojohnstonia, um género de plantas com flor da China, pertencente à família Boraginaceae.
Por último, em 1975, outro botânico, Sayed Kazmi, nomeou um género monotípico de plantas com flor (pertencente à família Boraginaceae), da região dos Himalaias Ocidentais, Ivanjohnstonia também em sua honra.
Também lhe foram dedicadas as seguintes espécies:
- Arabis johnstonii
- Galium johnstonii
- Mimulus johnstonii

### Taxadescritos
Entre outros, Ivan M. Johnston é autor da descrição dos seguintes taxa:
- Fitzroya cupressoides
- Leucophyllum frutescens
- Astragalus sprucei
- Euplassa
- Euplassa occidentalis
- Fuchsia hypoleuca
- Brunnera macrophylla